# Die Dreigroschenoper

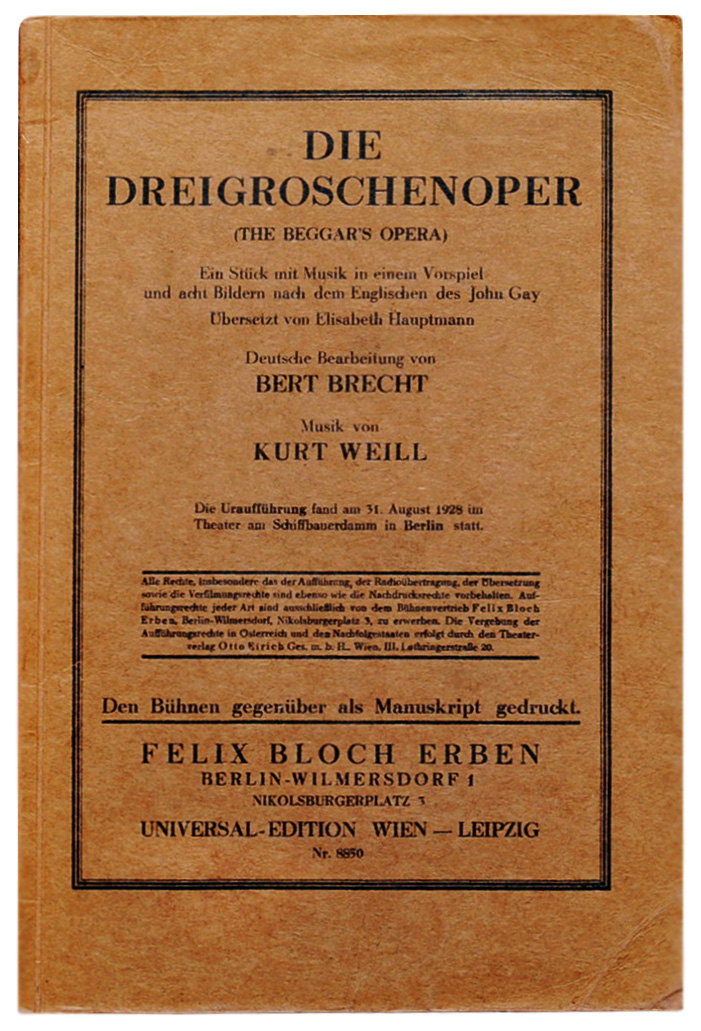

Die Dreigroschenoper (tạm dịch: "Vở opera ba xu") là một vở kịch của nhà soạn kịch Đức Bertolt Brecht và nhà soạn nhạc Kurt Weill, với sự hợp tác của dịch giả Elisabeth Hauptmann và nhà dàn dựng cảnh Caspar Neher. Vở kịch được chuyển thể từ một ballad opera Anh từ thế kỷ thứ 18 của John Gay tên là The Beggar's Opera (tạm dịch "Vở opera của người ăn mày"), và thể hiện phê bình thế giới tư bản theo quan điểm chủ nghĩa Marx của Brecht. Vở kịch ra mắt khán giả vào ngày 31 tháng 8 năm 1928 tại nhà hát Theater am Schiffbauerdamm ở Berlin.

## Tóm lược
Câu chuyện xảy ra tại Luân Đôn vào thời nữ hoàng Victoria, nhưng không nhất thiết theo phong tục của thời đó.
Macheath (Mackie Messer, còn gọi là Mack the Knife), nhân vật chính diện và cũng là phản diện của vở kịch, là một tướng cướp không luân lý. Macheath kết hôn với Polly Peachum, con gái của một nhân vật có uy quyền trong giới ăn mày tại Luân Đôn. Ông Peachum tìm cách đem Macheath ra xử để bị treo cổ, nhưng vì Cảnh sát trưởng Tiger Brown là bạn thân từ thời thiếu niên của Macheath, kế hoạch của ông thường bị cản trở. Cuối cùng, Macheath cũng bị bắt và đưa ra treo cổ nhờ sự ảnh hưởng của Peachum. Tuy nhiên, Macheath thoát được cái chết trong giây phút cuối cùng vì một sứ giả từ nữ hoàng bỗng dưng đến và tha tội cho Macheath và ban tước cho ông.
Die Dreigroschenoper là một tác phẩm sân khấu hùng ca (episches Theater) – đôi khi các đoạn thuyết minh được chiếu lên vách tường đằng sau sân khấu và các nhân vật đôi khi mang theo biểu ngữ. Vở kịch thách thức các khái niệm về sở hữu cũng như sân khấu. Nó đặt ra câu hỏi: "Ai phạm tội lớn hơn: kẻ cướp ngân hàng hay kẻ thành lập ngân hàng?"

## Lịch sử biểu diễn
Die Dreigroschenoper được biểu diễn lần đầu tại Theater am Schiffbauerdamm ở Berlin vào năm 1928. Tuy ban đầu không được đón nhận tốt, nhưng sau đó đã trở thành một thành công lớn, và đã có 400 buổi diễn trong 2 năm sau đó. Lotte Leyna, vợ của Kurt Weill, cũng trở nên nổi tiếng với các vai trong các vở kịch của Brecht từ lần diễn này.
Vở kịch đã được dịch ra 18 ngôn ngữ và biểu diễn trên 10.000 lần (tại các nước nói tiếng Anh, nó được biết với cái tên The Threepenny Opera, trong khi trong tiếng Pháp nó là L'Opéra de quat'sous (Vở opera bốn xu), đồng tiền ba xu (threepenny) tại Anh là một đồng tiền có đơn vị nhỏ, cho nên chữ "threepenny" nói đến một khái niệm rẻ tiền). Vở kịch đã được dịch ra tiếng Anh nhiều lần, và một số bài hát từ vở kịch đã được trở thành nổi tiếng trong văn hóa đại chúng (như bài "Mack the Knife" được Louis Armstrong, Bing Crosby, Frank Sinatra, Ella Fitzgerald, và nhiều ca sĩ khác biểu diễn).